# Джон Джекоб Астор
Джон Джекоб Астор (англ. John Jacob Astor, 1763—1848) — американський підприємець, фінансист та магнат нерухомості, який заробив статки, монополізувавши торгівлю хутрами у США і займаючись контрабандою опіуму в Китай, а також шляхом інвестування в нерухомість у Нью-Йорку та його околицях. Належав до братства масонів.
Астор народився в Німеччині, підлітком емігрував до Англії та працював у майстерні з виробництва музичних інструментів. Після американської війни за незалежність переїхав до Сполучених Штатів Америки.
Зайнявся торгівлею хутром і побудував монополію, керуючи бізнес-імперією, яка тяглася до району Великих озер та Канади, а потім розширилася до американського Заходу та узбережжя Тихого океану. Спостерігаючи падіння попиту через зміну європейських уподобань, він відмовився від торгівлі хутром у 1830 році й завбачливо почав вкладати кошти в нерухомість Нью-Йорка. Астор став дуже багатим і був відомим покровителем мистецтв.
Він став першим видатним членом сім'ї Астор та першим мультимільйонером у Сполучених Штатах.
У своєму заповіті Астор залишив 400 000 доларів на будівництво Бібліотеки Астора для громадськості Нью-Йорка, яка пізніше була об'єднана з іншими бібліотеками, утворивши Нью-Йоркську публічну бібліотеку.